# Richard White (matematico)

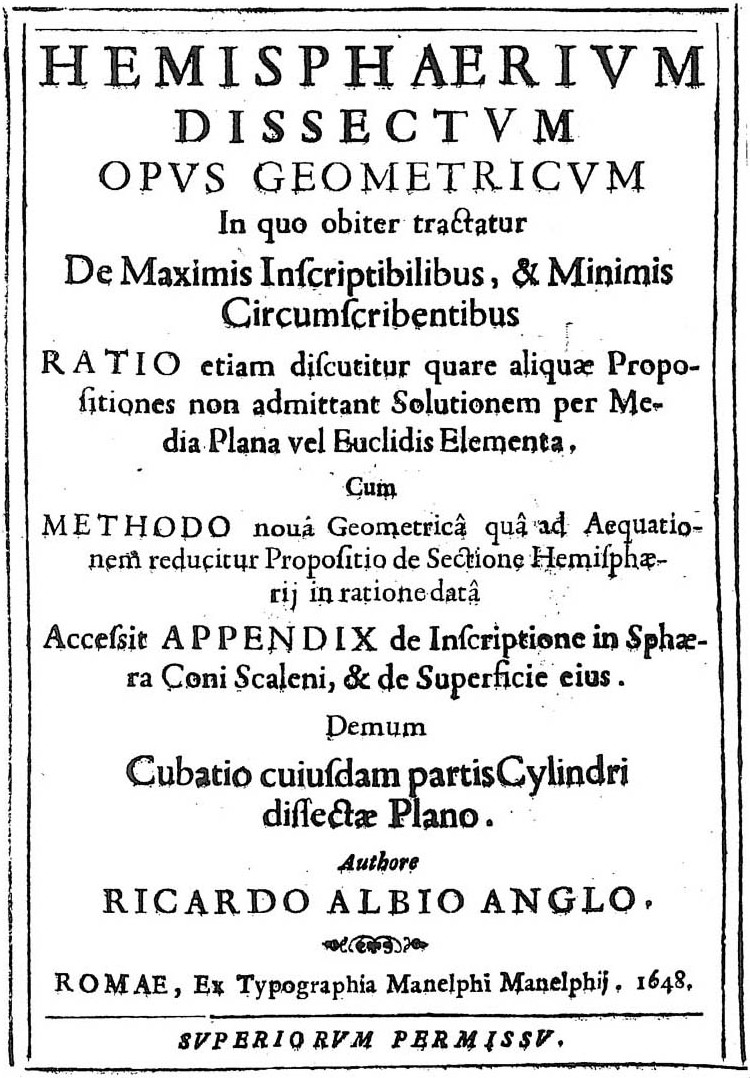
Hemisphaerium dissectum, 1648

Richard White (in latino Ricardus Albius; Essex, 1590 – 1682) è stato un matematico e fisico britannico.

## Biografia
Inglese cattolico, fu allievo di Benedetto Castelli a Pisa e visse gran parte della sua vita in Italia. Nella prefazione della sua opera di geometria Hemisphaerium dissectum, stampata a Roma con il permesso dell'Inquisizione, scrisse con grande ammirazione di Galileo. White ebbe con Galileo una corrispondenza diretta, scrivendogli da Londra una volta tornato in Inghilterra.
Fra il dicembre 1652 e il gennaio 1653 riportò le proprie osservazioni su una cometa che osservò a Roma con un apposito strumento.

## Opere
- (LA) Hemisphaerium dissectum, opus geometricum, Roma, Manelfo Manelfi, 1648.